# How to Be Single
How to Be Single är en amerikansk romantisk komedifilm, regisserad av Christian Ditter. Den är skriven av Abby Kohn och Marc Silverstein och är baserad på romanen med samma namn av Liz Tuccillo. I filmen medverkar Nicholas Braun, Dakota Johnson, Jason Mantzoukas, Alison Brie, Dan Stevens, Leslie Mann, Lily Collins, Rebel Wilson, och Damon Wayans Jr.. Inspelningen började den 20 april 2015 i New York. Den hade premiär den 9 februari 2016 i Storbritannien och 12 februari 2016 i USA.

## Rollista
- Nicholas Braun
- Dakota Johnson
- Jason Mantzoukas
- Alison Brie
- Dan Stevens
- Leslie Mann
- Lily Collins
- Rebel Wilson
- Damon Wayans Jr.
- Tuesday Knight